# Otothyris
Otothyris is een geslacht van straalvinnige vissen uit de familie van de harnasmeervallen (Loricariidae).

## Soorten
- Otothyris juquiae Garavello, Britski & Schaefer, 1998
- Otothyris lophophanes (Eigenmann & Eigenmann, 1889)
- Otothyris rostrata Garavello, Britski & Schaefer, 1998
- Otothyris travassosi Garavello, Britski & Schaefer, 1998